# Scusami se
Scusami se est une chanson  de la chanteuse Mireille Mathieu enregistrée en italien et sorti en Italie en 1970. Cette chanson est la version italienne d'un grand succès de Mireille en France,Pardonne-moi ce caprice d'enfant.